# 30 cm Nebelwerfer 42
El 30 cm Nebelwerfer 42 (30 cm NbW 42) era un lanzacohetes múltiple alemán empleado en la Segunda Guerra Mundial. Fue empleado por las unidades Nebeltruppen del Heer, el equivalente alemán al Cuerpo Químico del Ejército de los Estados Unidos. El Cuerpo Químico estaba a cargo del despliegue de armas químicas y fumígenas, pero empleó sus piezas de artillería para disparar proyectiles de alto poder explosivo durante la guerra, al igual que las Nebeltruppen. Su nombre se traduce como lanzador de niebla. Estuvo en servicio entre 1943 y 1945 en todos los frentes, excepto en Noruega y el norte de África.

## Descripción
El 30 cm NbW 42 era un lanzacohetes múltiple de seis tubos, montado sobre un remolque de dos ruedas modificado del 28/32 cm Nebelwerfer 41, al que se le retiraron sus armazones lanzadores metálicos abiertos. Lanzaba el 30 cm Wurfkörper 42 Spreng , un cohete de artillería estabilizado por giro, no guiado y disparado mediante una descarga eléctrica. Los cohetes tenían una llamativa estela de humo y propelente que levantaba mucha tierra, por lo que su equipo debía ponerse a cubierto antes del lanzamiento. Esto significaba que eran fácilmente localizados y tenían que reubicarse rápidamente para evitar el fuego contra-batería. Los cohetes eran lanzados uno después del otro, en una andanada cronometrada, pero el lanzacohetes no podía lanzar cohetes de forma individual.
El mismo cohete era lanzado desde el 30 cm Raketenwerfer 56.

## Organización y empleo
Los lanzacohetes múltiples 30 cm Nebelwerfer 42 fueron organizados en baterías de seis lanzadores, con tres baterías por batallón. Estos batallones estaban concentrados en regimientos (Werfer-Regimenter) y brigadas (Brigaden) independientes. Fueron empleados en el Frente del Este, el norte de África, la Campaña de Italia y la defensa de Francia y Alemania en 1944-1945.